# Дом учёных Троицкого научного центра РАН
Троицкий Дом учёных — федеральное государственное автономное учреждение культуры, расположено в Троицком административном округе До 2016 г. имел название — Дом учёных Троицкого научного центра РАН (переименован в связи со сменой типа учреждения).

## История
Создан в 1968 году (Решение об организации Дома учёных в Научном центре АН СССР в Красной Пахре принято 4 октября 1968 года — Распоряжение Президиума АН СССР № 37-1291), по инициативе Е. П. Велихова. Е. П. Велихов стал первым Председателем Совета Дома учёных. Первый директор Дома учёных — Рэм Муртазович Гехт.
В 1970-1980-е годы Дом учёных был основным центром культурной жизни города, в нем устраивались Дни физика, работали Клуб интересных встреч, Клуб любителей кино, в который приезжали В. Шукшин с «Калиной красной», А. Тарковский с «Солярисом».
Читали лекции Натан Эйдельман (Пушкин, декабристы, история России и пр.), Григорий Померанц (история философии, религии, эстетики), Наталья Крымова (история театра), Владимир Лакшин (изящная словесность), Сергей Аверинцев (раннехристианская философия и Древняя Греция).
Состоялись концерты певцов Владимира Высоцкого
, Булата Окуджавы, Сергея Никитина, выступления писателей Беллы Ахмадулиной, Евгения Евтушенко, Фазиля Искандера, Михаила Жванецкого, Григория Горина, артистов Любови Орловой, Сергея Юрского, Армена Джигарханяна, Михаила Козакова, Льва Дурова.
Выставлялись художники, в том числе участники «Бульдозерной выставки» — О. Рабин, Краснопевцев и другие.

## Настоящее время
Осенью 2007 года Дом переехал в новое помещение по адресу г. Троицк, Октябрьский проспект, дом 9Б, в котором находится и по настоящее время.
Приоритетным для Дома учёных стала пропаганда и популяризация достижений отечественной науки, рассказы о троицких учёных. При содействии Фонда некоммерческих программ «Династия» создан музей «Физическая кунсткамера», который в популярной форме знакомит посетителей с основными физическими явлениями, демонстрирует необычные «научные фокусы», а также рассказывает о деятельности троицких научно-исследовательских институтов. Проводятся экскурсии для детской и взрослой аудитории в научно-исследовательские институты города. Совместно с Администрацией города Троицка проводится Физический марафон для школьников «Шаг в науку» (школьники совместно с учеными из научно-исследовательских институтов города участвуют в изготовлении необычных научных экспонатов, которые демонстрируются на заключительном конкурсе марафона).
При Троицком Доме учёных действуют кружки научной и познавательной направленности — «Клуб юных исследователей», «Занимательная физика», «Математика для любознательных», «Дошкольный факультет» и другие.
Проводятся показы документальных кинофильмов, проводятся встречи с авторами наиболее интересных картин (в частности, с Дмитрием Завильгельским, режиссером фильмов «В ожидании волн и частиц», «Диссернет» и многих других). Троицкий Дом учёных является постоянным участником Фестиваля актуального научного кино.
Активно проходит концертная деятельность. При этом поддерживается клубный формат, позволяющий приглашать таких исполнителей, как Алексей Паперный и группа «Там», джаз-коллектив «Свидетели Фьюжновы», Лидия Кавина (терменвокс), бардов Сергея Никитина, Сергея Крылова, Андрея Козловского, ансамбль «Гони-М», Алексея Вдовина, коллективы и исполнителей, работающих на стыке фолка и рока/джаза: Сергея Клевенского и Сергея Филатова, Анастасии Паписовой (Мэлдис) (кельтская арфа), ансамбля «Птица Тылобурдо» (Ижевск), «Белорыбица» (Санкт-Петербург), «Marga Muzica» (Литва) и многих других музыкантов.
В 2015 году при поддержке Троицкого Дома учёных был реализован проект «Ускоритель Новой Москвы», который познакомил троицких жителей с новым направлением в искусстве — Science Art, итогом которого стала научно-художественная конференция «Город, искусство, интеллект», посвященная инструментам популяризации исследований в области науки и искусства. Это направление было продолжено на следующий год в рамках региональной программы Фестиваля науки, когда совместно с содружеством медиахудожников SoundArtist был проведён цикл лекций и мастер-классов по новому звуковому искусству для всех желающих.
В Доме учёных регулярно проходят художественные и фотовыставки, при этом приоритетно поддерживаются художники-учёные, работающие в троицких институтах.
Адрес Троицкого Дома учёных: Троицк, Октябрьский проспект, д. 9Б.
Директор:  2006-2021 Лариса Альбертовна Коневских, 2021-н.в. Васькова Эра Викторовна (врио до 2023).

## Галерея

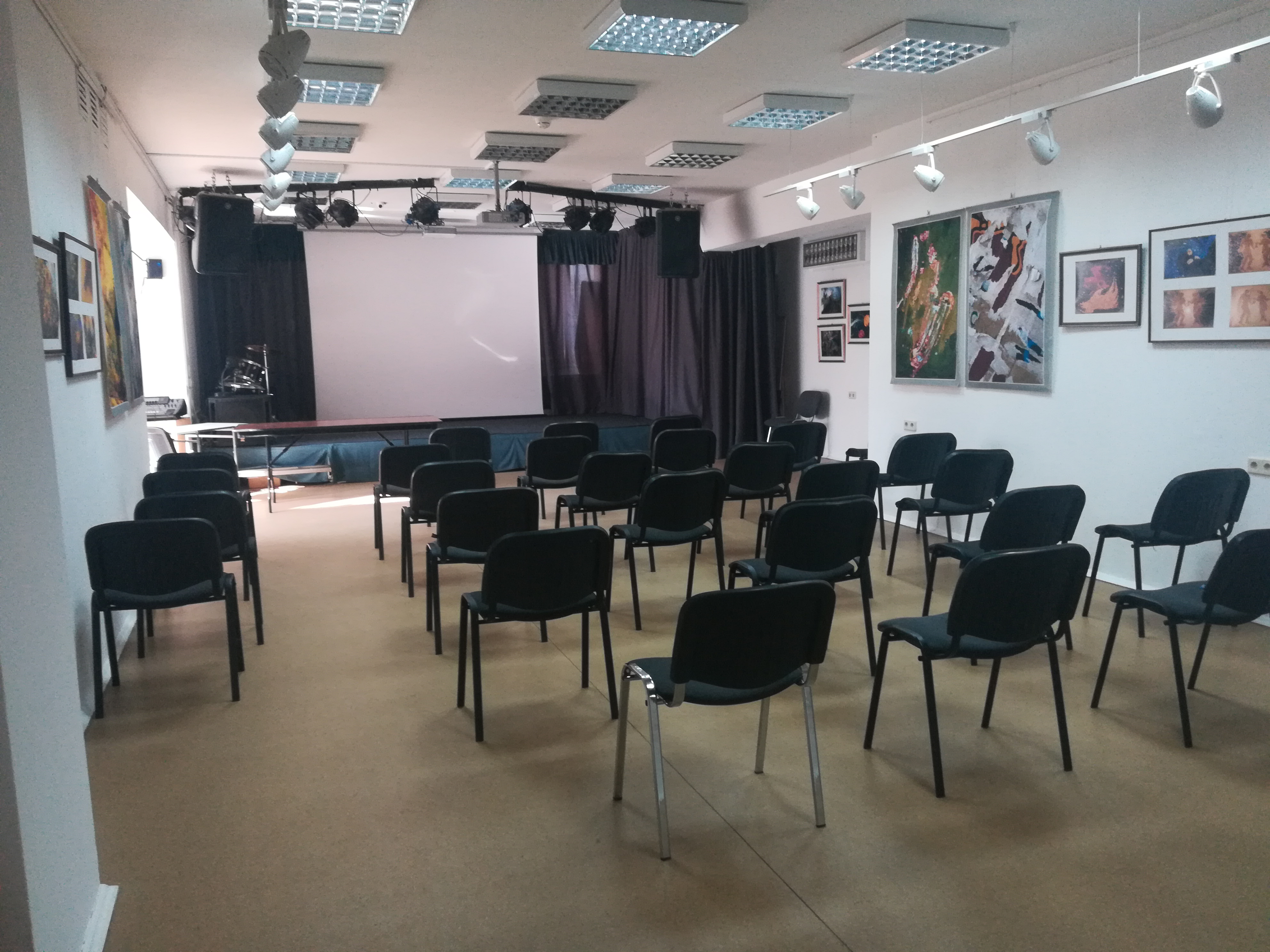
Зал
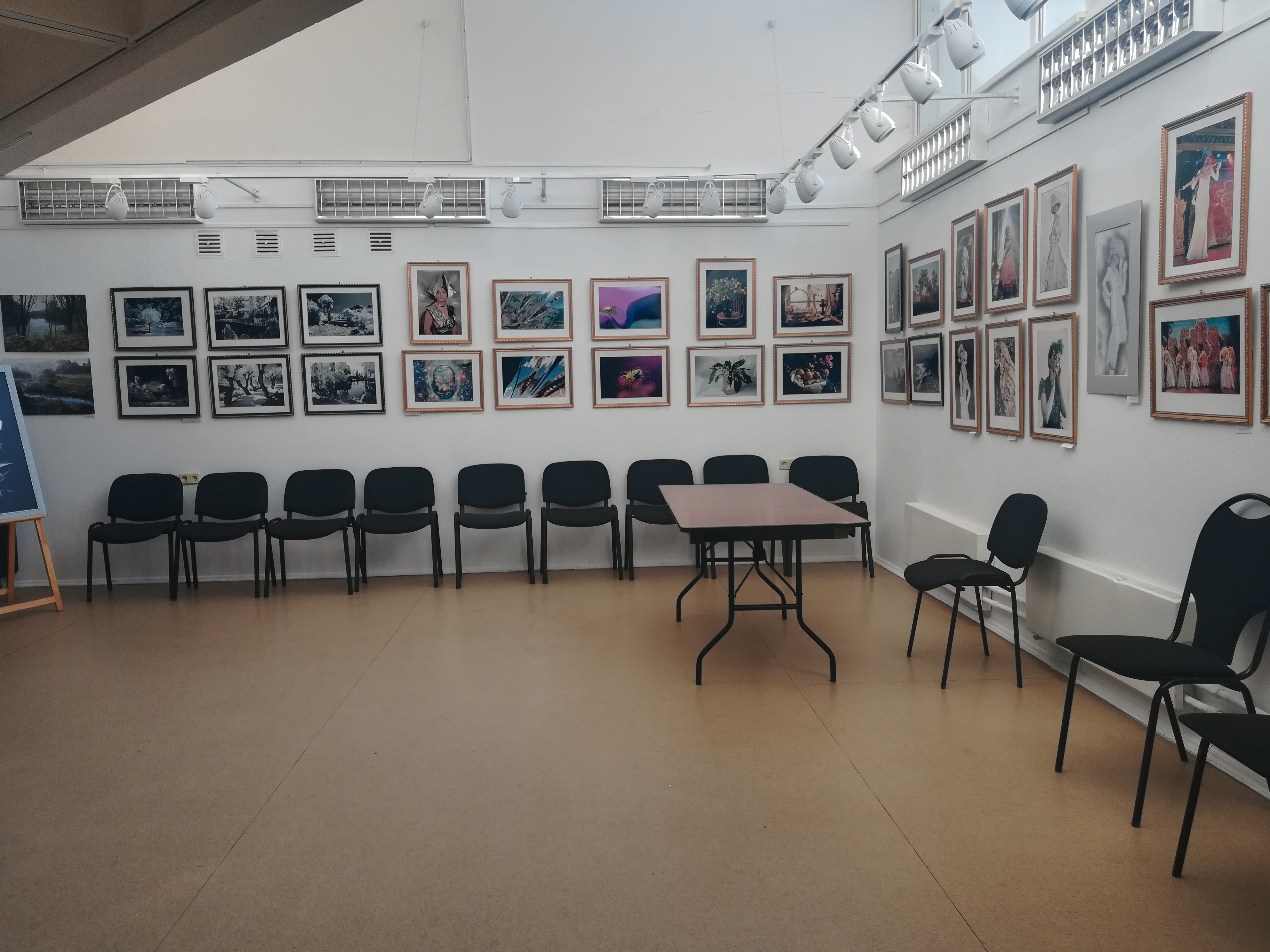
Зал-галерея
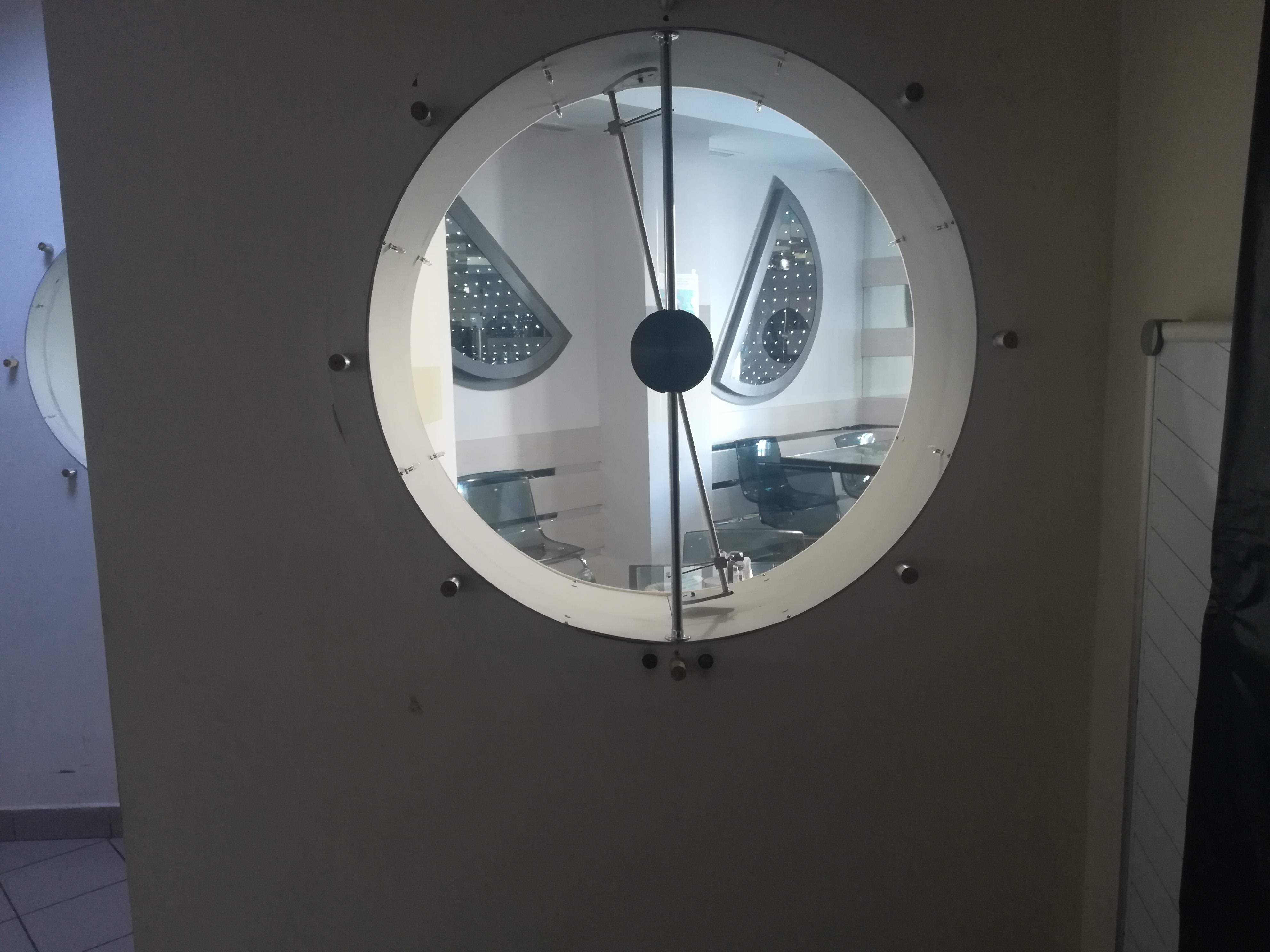
Кафе